# 十和田湖郵便局
十和田湖郵便局（とわだこゆうびんきょく）は青森県十和田市にある郵便局である。民営化前の分類では集配特定郵便局であった。局番号は84136。

## 概要
住所：〒018-5599 青森県十和田市奥瀬十和田湖畔休屋486

## 沿革
- 1917年（大正6年）8月21日 - 秋田県鹿角郡七滝村に十和田湖郵便局（三等）として開設[1]。
- 1928年（昭和3年）
  - 6月6日 - 秋田県鹿角郡七滝村から、青森県上北郡法奥沢村大字奥瀬字十和田湖休屋に局舎を移転すると共に、集配業務を開始[2]。
  - 10月1日 - 電信および電話通話事務を開始[3]。
- 1929年（昭和4年）12月6日 - 電話交換業務を開始[4]。
- 1970年（昭和45年）7月19日 - 電話の加入および料金に関する簡易な事務を除く電話交換業務を十和田電報電話局に移管[5]。
- 2007年（平成19年）10月1日 - 民営化に伴い、併設された郵便事業花輪支店十和田湖集配センターに一部業務を移管。
- 2012年（平成24年）10月1日 - 日本郵便株式会社発足に伴い、郵便事業花輪支店十和田湖集配センターを十和田湖郵便局に統合。

## 取扱内容
- 郵便、印紙、ゆうパック、チルドゆうパック、内容証明
- 貯金、為替、振替、振込、国債
- 生命保険、バイク自賠責保険、がん保険
- ゆうちょ銀行ATM
- 青森県十和田市内の一部地域および秋田県鹿角郡小坂町内の一部地域（〒018-55xx）の集配業務[6]

## 周辺
- 十和田湖
- 十和田市立十和田湖小学校
- 国道103号

## アクセス
- JRバス東北 十和田湖駅もしくは十和田観光電鉄バス 十和田湖バスターミナル下車、徒歩約5分
- 駐車場あり：2台